# برایان کاراوی
برایان کاراوی (انگلیسی: Bryan Caraway؛ زادهٔ ۴ اوت ۱۹۸۴) ورزشکار هنرهای رزمی ترکیبی اهل ایالات متحده آمریکا است.